# María de Huerva
María de Huerva (aragónul María de la Uerba) település Spanyolországban,  Zaragoza tartományban. María de Huerva Zaragoza, Cadrete, La Muela, Botorrita, Jaulín és Valmadrid községekkel határos. Lakosainak száma 6371 fő (2024).

## Népesség
A település népessége az utóbbi években az alábbiak szerint változott:
| Lakosok száma | 1303 | 2125 | 3420 | 4444 | 5048 | 5425 | 5619 | 5812 | 6168 | 6371 |
|               | 2001 | 2004 | 2007 | 2009 | 2011 | 2015 | 2017 | 2019 | 2022 | 2024 |